# Rebeln
Rebeln ist ein Verfahren, bei dem Blüten, Blütenkelche und Blätter von getrockneten Kräutern durch Abreiben oder Abstreifen gewonnen werden. Es wird unterschieden in maschinelles Rebeln und Handrebeln.
Bei der maschinellen Gewinnung werden die Pflanzen abgeschnitten, getrocknet und dann maschinell zerkleinert. Dadurch enthält das Endprodukt einen höheren Stängelanteil als sein handgerebeltes Pendant.
Handgerebelt bedeutet: Von den lufttrockenen Pflanzen wird durch schonendes manuelles Abreiben oder Abstreifen der Blüten, Blütenkelche und Blätter das Endprodukt gewonnen. Handgerebelte Gewürze enthalten Blüten, Blätter, Blattstiele, feine Stängel oder Kräuterspitzen in charakteristischer Zusammensetzung, die sich im Unterschied zum maschinellen Rebeln durch einen geringen Stängel- und Blattstielanteil auszeichnet. Der höhere Aufwand bedingt einen qualitativen und preislichen Unterschied.